# Uomo Tatuato
Uomo Tatuato è il nome di due nemici di Lanterna Verde, e di un personaggio a loro correlato.

## Storia di pubblicazione

### Abel Tarrant
Il primo Uomo Tatuato comparve per la prima volta in Lanterna Verde vol. 2 n. 23 (settembre 1963).
Abel Tarrant era un marinaio di Coast City che si diede ai furti. Durante una delle sue rapine, fu esposto ad una quantità di sostanze chimiche che gli diedero l'abilità di creare oggetti direttamente da queste sostanze. Quando ritornò dalla rapina, si tatuò utilizzando queste sostanze così da averle sempre vicine. Alcune delle forme che fu in grado di evocare dai suoi tatuaggi furono un'ascia, uno scudo, un cannone e un drago. L'Uomo Tatuato aveva originariamente un vantaggio su Lanterna Verde in quanto le sostanze chimiche da lui utilizzate erano di colore giallo (anche se i tatuaggi in sé erano colorati di viola). Il Gladiatore di Smeraldo alla fine batté l'Uomo Tatuato facendolo concentrare su più di un tatuaggio per volta.
L'Uomo Tatuato tornò, tuttavia, come membro della Gang dell'Ingiustizia. Mentre precedentemente aveva tatuaggi solo sulle braccia (che poteva nascondere sotto una maglia), a questo punto aveva tatuaggi su tutto il suo corpo, incluso il suo volto. Tarrant cadde insieme al resto della Gang, e le sue attività rimasero nel mistero per qualche tempo. Dopo un po', si pensò che Tarrant fosse stato ucciso dai mafiosi di Goldface per aver cercato di imbrogliarli. Ovviamente sopravvissuto, anni dopo fu riformato come tatuatore, e fu costretto involontariamente a battersi contro Guy Gardner in Lanterna Verde vol. 3, n. 2, e successivamente comparve ai funerali di Hal Jordan in Lanterna Verde vol. 3, n. 6. Quando Clinton lasciò a Tarrant la sua Mustang del 1965, quello che Tarrant voleva veramente era il suo equipaggiamento per il viaggio nel tempo. Costringendo Walker Gabriel a rivelargli il segreto del viaggio nel tempo, cerco inutilmente di dissuadersi dal diventare di nuovo l'Uomo Tatuato, prima che Walker lo trascinasse di nuovo al presente.
Abel Tarrant comparve in Villains United: Crisi infinita Special n. 1, dove lo si vide tentare l'evasione da Alcatraz per essere poi fermato da Arsenal.
Ricomparve come membro della Squadra Suicida in Checkmate n. 6, affermando che nonostante il suo tentativo di riformarsi, non poteva fuggire al proprio passato e che era arrabbiato del fatto che il nuovo Uomo Tatuato fosse stato accettato nella Società. Si pensò che rimase ucciso da parte di Mirror Master e Jewelee quando tradì la Squad a favore della Società, causando la morte del compagno di squadra e marito di Jewelee, Punch.

### John Oakes
Il secondo Uomo Tatuato fu John Oakes, il protagonista della serie Skin Graft: The Adventures of a Tattooed Man della Vertigo, di Jerry Prosser e Warren Pleece. Oakes comparve per la prima volta in Skin Graft n. 1 (luglio 1993).
Compagno di cella di Abel Tarrant, John Oakes imparò l'arte dei tatuaggi - con uno sfondo soprannaturale - dal suo compagno. Dopo essere stato scarcerato, Oakes capì che i suoi strani tatuaggi erano una maledizione così come una benedizione in quanto i suoi tatuaggi aprivano "porte" arcane e poteva involontariamente intrappolare le persone come "tatuaggi" sul suo corpo. In più, studiando il metodo di tatuaggio Irezumi dal maestro Kobo a Kyoto, Oakes imparò a controllare le sue strane abilità, e alla fine sconfisse Tarrant e "l'assassino di tatuaggi" Mizoguchi Kenji assorbendoli. Tuttavia, l'amata di Oakes, Yuko, rimase uccisa nello scontro, cosa che lo portò a fare di lei una parte di sé.

### Mark Richards
Il terzo Uomo Tatuato comparve per la prima volta in Lanterna Verde vol. 4, n. 9. Mark Richards era un ex Marine che risultò scomparso dopo che il suo elicottero si schiantò qualche anno prima. Fu presunto morto finché non ricomparve a Gotham City com assassino. Affermò che i tatuaggi che gli coprivano il corpo erano i peccati degli uomini che aveva ucciso, e che tramite l'arte dell'"innesto del peccato", che aveva imparato nella nazione di Modora, in cui poteva prendere i peccati altrui e metterli su di sé, disse di poter così redimere gli uomini e le donne da lui uccisi. Tutte le sue vittime ebbero un tatuaggio dei loro peccati. Riuscì persino a fermare Lanterna Verde e Batman.
In Crisi infinita, Mark divenne un membro della Società. Comparve in Justice League of America n. 17 come uno di un gruppo di criminali che cercarono di evitare di essere inviati su un pianeta-prigione.
In "Trinità" la realtà è stata alterata dalla rimozione di Superman, Batman, e Wonder Woman. In questo mondo, le reclute di Morgana Le Fey, i Dreambound, reclutarono Richards per rimpiazzare uno dei loro compagni caduti. Divenne "Sun-Chained-In-Ink", ovvero connesso al Sole attraverso i tatuaggi, e ottenne l'abilità di controllare lo stupefacente potere del Sole: calore, luce e gravità. Mentre la serie procedeva, Richards cominciò a provare antipatia verso i Dreambound, giudicandoli dei "perdenti". La realtà cominciò a ricostituirsi e il "Sun-Chained-In-Ink" originale fece il suo ritorno, togliendo così a Richards i suoi nuovi poteri. Tuttavia, rimase ancora alleato con Morgana Le Fey e Despero quando il Sindacato del crimine attaccò.
In Crisi finale, lo si vide portare il detective Dan Turpin di Metropolis all'entrata del Dark Side Club. Nel quarto numero, lui e la sua famiglia furono sopravvissuti all'Anti-Vita, nascondendosi in una scuola abbandonata dai Giustificatori di Darkseid. Sua moglie inviò un segnale perché potessero essere salvati dagli eroi sopravvissuti.Fulmine Nero si presentò a salvarli e, prima di essere catturato, chiese a Mark di consegnare "Il Circuito" alla Sala della Giustizia. Mentre la sua famiglia fu portata alla Torre di Guardia di Checkmate, Mark si unì con i sopravvissuti nella Sala dove si tatuò il circuito sulla pelle, tramutandolo in argento con simboli simili a quelli del Nuovo Dio Metron. Nel n. 6, Mark si trova sul Satellite della Justice League of America con gli altri sopravvissuti. Guardando verso la Terra con meraviglia, Mark decise di non dare mai più i suoi poteri per scontati, suggerendo a Black Canary di fare di lui un membro onorario della Justice League. Il satellite fu attaccato dai Giustificatori e Fulmine Nero, ora sotto controllo mentale, e Mark scoprì che il circuito lo proteggeva dagli effetti dell'Equazione Anti-Vita.
In Final Crisis Aftermath: Ink, Richards venne mostrato mentre cercava di essere un eroe nel suo vicinato di Washington DC, Liberty Hill. Si scontrò con le gang del quartiere e i poliziotti corrotti mentre intanto cercava di tenere insieme la sua famiglia. Nel frattempo, due dei suoi tatuaggi, un samurai di nome Kabuki Dan e un demone di nome Altera, presero vita e cominciarono ad agire senza il consenso di Richards. Si scoprì che questo era il risultato di un super criminale dietro le gang e i poliziotti: Sync, il fratello di Mark che tutti pensavano fosse morto. Alla fine, Mark si rese conto che Altera e Kabuki Dan erano solo aspetti della sua mente. Lavorando insieme, i tre furono in grado di confondere i poteri di controllo mentale di Sync e sconfiggerlo.
Negli eventi di Nel giorno più splendente, Mark comparve come membro della nuova squadra di Titans di Deathstroke. Fu convinto ad unirsi da Deathstroke che lo offrì di aiutarlo a rintracciare Slipknot, la persona responsabile della morte di suo figlio. Dopo un'evasione dal Manicomio di Arkham, Richards era sul punto di abbandonare la squadra quando Deathstroke lo fermò dicendogli di aver catturato Slipknot per lui. Deathstroke permise che i due combattessero fino alla morte, lotta che si concluse quando Richards decapitò il suo avversario. Dopo questo, Rihards abbandonò la squadra di Deathstroke, dichiarando che aveva chiuso con gli assassinii. Quando Mark fece ritorno a Liberty Hill, scoprì che il quartiere aveva paura di lui e che i gangsters avevano costretto i cittadini e la stessa polizia a lasciare la zona. Il suo ex assistente gli spiegò che avevano preso controllo della comunità e che avevano fatto fortuna attraverso i crimini. Richards si confrontò quindi con Vixen che credeva Mark responsabile per gli atti di violenza commessi dai suoi vecchi scagnozzi. Vixen recise la sua offerta di adesione alla Justice League e lo attaccò. Dopo uno scontro brutale, Vixen decise di arrendersi e Richards accettò di lasciarla andare via e di prendersi cura del suo quartiere a modo suo. Markk si riunì poi ai Titans di Deathstroke. Dopo il suo ritorno al labirinto, Deathstroke rivelò alla squadra che gli articoli raccolti dai Teen Titans sarebbero stati utilizzati per la costruzione di una macchina guaritrice chiamata "Dispositivo Matusalemme", inteso a riportare in vita suo figlio Jericho. Dopo aver guarito Jericho, Deathstroke dichiarò che la macchina poteva anche resuscitare i morti, incluso il figlio di Richards. Mark accettò inizialmente ma dopo che Cinder disse che il Dispositivo Matusalemme era una maledizione, si unì ad Arsenal e combatté gli altri Titans per distruggerlo. Dopo che Cinder si sacrificò per distruggere il Dispositivo Matusalemme, Richards tornò a casa.
Nel sequel di Watchmen, L'Orologio del Destino, Richards è tra i criminali che assistettero all'incontro sotterraneo tenuto dall'Enigmista che parlò della Teoria del Super Uomo. Affermò che il Santuario mandò all'aria il primo Uomo Tatuato.

## Raccolte
- Final Crisi: Submit, autoconclusivo.
- Crisis Aftermath: Ink (raccoglie Crisis Aftermath: Ink dal n. 1 al n. 6).
- Titans: Villains for Hire (raccoglie Titans dal n. 24 al n. 27 e Titans : Villains for Hire Special n. 1).

## Altre versioni

### Flashpoint
Nella linea temporale alternativa di Flashpoint, l'Uomo Tatuato è uno dei pirati di Deathstroke. Dopo l'agguato da parte di Aquaman ed Ocean Master, l'Uomo Tatuato fu accoltellato dalla lancia di Ocean Master. Mentre gli scagnozzi aprivano il fuoco su Aquaman, egli si abbassò e schivò i colpi che finirono contro l'Uomo Tatuato.

## Personaggi simili
- Una donna di nome Tattoo comparve nel fumetto Atzek come parte di un gruppo fondato da Lex Luthor di nome "Dial V for Villain" (riferimento a Dial H for Hero). La ragazza mostrò di avere poteri simili a quelli di Abel Tarrant.
- Una giovane ragazza di nome Pix comparve in Batman: Cavalieri di Gotham. I suoi poteri sono virtualmente simili a quelli dell'Uomo Tatuato, ma questi poteri hanno origini nanotecnologici piuttosto che di natura chimica.
- Un personaggio di nome "Abel Terror" rappresentò un uomo tatuato in un circo, nell'espansione Freakshow del gioco Horroclix.

## In altri media

### Televisione
- La versione Abel Tarrant di Uomo Tatuato comparve in Justice League Unlimited. L'Uomo Tatuato aiutò la Legione nell'assalto a Gorilla City. Quando si presentò la Justice League, l'Uomo Tatuato fu colpito da Batman. Fu anche presente quando Flash, nel corpo di Lex Luthor, parlò alla Legione.
- La versione Mark Richards dell'Uomo Tatuato comparve nell'episodio Un segreto da custodire della serie animata Batman: The Brave and the Bold. Qui, Uomo Tatuato viveva solo per l'eccitazione della battaglia. Di recente derubò una banca a Coast City ma fu inseguito da Batman e Lanterna Verde (Hal Jordan). Batman utilizzò una pistola ultrasonica per disorientare Uomo Tatuato e alla fine lo colpì. Lanterna Verde alla fine lo prese e lo portò alla polizia.
- La versione Flashpoint di Mark Richards comparve nel film animato Justice League: The Flashpoint Paradox.
- La versione Abel Tarrant dell'Uomo Tatuato comparve nel fumetto legato alla serie animata Green Lantern: The Animated Series, nel n. 4, "Tattooed You"[15]. Tempo prima, tramite mezzi sconosciuti, Abel ebbe un inchiostro radioattivo che portò i suoi tatuaggi in vita. Li utilizzò per scopri criminali, ma Lanterna Verde lo prese e lo portò in prigione, dove i suoi tatuaggi furono rimossi. Abel ne aveva però una scorta nascosta che diede all'impiegato di un negozio di tatuaggi. Dopo essere evaso dal carcere ritornò al negozio e si fece fare quattro nuovi tatuaggi (di cui uno era un cuore, come memento di sua madre). Una volta uscito dal negozio, Lanterna Verde si batté con lui, ma Abel utilizzò subito i suoi tatuaggi (un leone, Maggiore Guaio (una specie di super soldato simile a Capitan America) e un robot giocattolo senziente) per distrarre il super eroe e fuggire. Al mercato volle trovare dei gladioli, ma non poté trovarli, mentre poco dopo si scontrò di nuovo con Lanterna Verde. Fu sconfitto da Hal utilizzando siero per cambiare i suoi tatuaggi, ma prima di essere mandato in carcere, Abel ricevette aiuto da Lanterna Verde, che prese dei gladioli da portare a sua madre per il suo compleanno; il quarto tatuaggio che aveva.
- La versione Mark Richards di Uomo Tatuato comparve come studente di sfondo in DC Superhero Girls.
- Una variante dell'Uomo Tatuato chiamato Tattoo Man compare come personaggio ricorrente nella prima stagione della serie televisiva Black Lightning, interpretato da William Catlett. Questa versione del personaggio di nome Lavatius "Lala" Johnson è un ex studente di Jefferson Pierce e un membro attivo della Gang dei 100. Dopo essere stato ucciso da Tobias Whale per i suoi ripetuti fallimenti nell'uccidere Black Lightning, fu rianimato in modi ignoti. Come effetto collaterale, è costretto a vedere i fantasmi di coloro che ha ucciso e ha i loro volti tatuati obbligatoriamente sul suo corpo. In aggiunta, la frase "Il Diavolo distribuisce le carte" lo costringe ad essere obbediente nei confronti di Whale. Dopo aver rivelato questa resurrezione a Latavius e averlo nominato "Tattoo Man", Whale lo utilizzò come un mulo di bombe in un complotto per uccidere l'agente dell'A.S.A. Martin Proctor. Questo piano fallì in quanto due agenti dell'A.S.A. perirono mentre Martin fu evacuato dalla stanza degli interrogatori. Nella seconda stagione, Lala ritornò di nuovo dai morti per confrontarsi con Jefferson che gli chiese a proposito del suo amico Earl, rimasto ucciso. Nonostante alcuni battibecchi tra i suoi fantasmi, Lala seppe che Earl fu ucciso pochi istanti dopo essere andato dalla polizia per parlargli dei 100 e che fu lui a ucciderlo. Sulla via d'uscita, Lala vide il fantasma di Earl che si manifestò sul lato sinistro del suo addome. Mentre ricordava come Lazarus Prime, un coroner con un profondo odio verso Whale, lo rimise insieme, Lala decise di redimersi vendicandosi di Tobias. Nell'ultimo episodio della seconda stagione, Lala salvò Black Lightning sparando a Heatstroke e si confrontò con Tobias dopo che Cutter lo lasciò. Dato che il tatuaggio "Il Diavolo distribuisce le carte" non funzionava più, Whale disse "E pluribus unum", che fece sì che i tatuaggi delle vittime di Lala si rivolsero contro di lui mettendolo dolorosamente fuori gioco.

### Film
- Fu anche riferito che la versione Abel Tarrant compare in un copione di David S. Goyer per un probabile progetto su un film su Freccia Verde dal titolo Super Max[16].